# Brücke von Ingrandes
Die Brücke von Ingrandes ist eine historische Hängebrücke, die mit acht aufeinanderfolgenden Spannfeldern die Loire überquert. Sie wird nach wie vor als Straßenbrücke benutzt und verbindet den am Nordufer gelegenen Ort Ingrandes in der Gemeinde Ingrandes-le-Fresne-sur-Loire mit dem rund 4 km südlich des Flusses gelegenen Le Mesnil-en-Vallée im französischen Département Maine-et-Loire.

## Verkehr

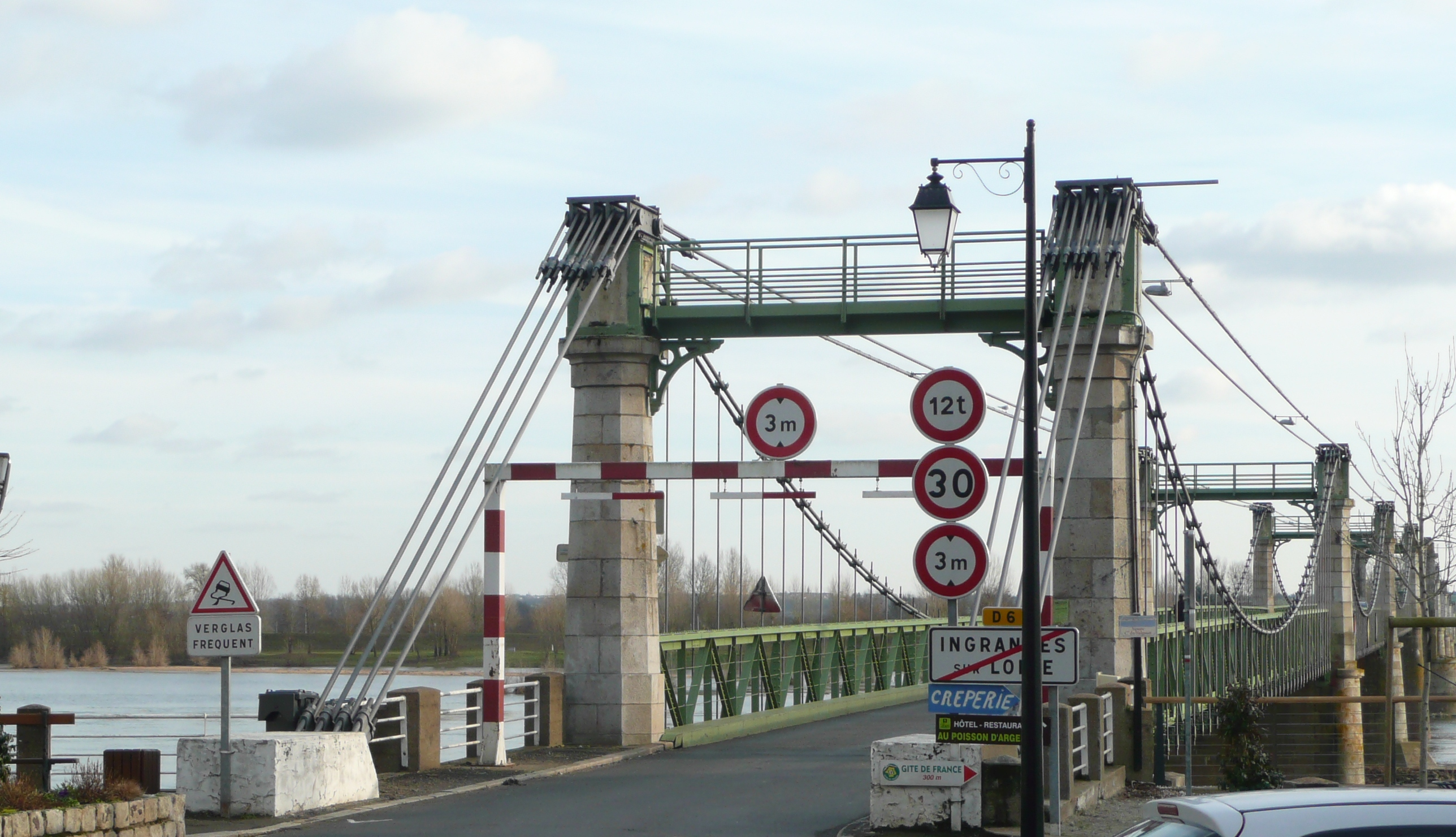
Einfahrt zur Brücke bei Ingrandes

Die zweispurige Brücke führt die von Norden nach Ingrandes kommende Route départementale D6 über die Loire; deren Fortsetzung jenseits des Südufers wird als D150 bezeichnet. Der Fahrzeugverkehr auf der Brücke ist beschränkt auf ein Gesamtgewicht von 12 t, eine Fahrzeughöhe von 3 m und eine maximale Geschwindigkeit von 30 km/h. Fußgänger, die den fast 600 m langen Weg wagen wollen, müssen praktisch auf der Fahrbahn gehen, da ihnen sonst nur noch die schmale Oberseite der seitlichen, genieteten Längsträger zur Verfügung steht, nachdem die ursprünglich vorhandenen Fußwege zugunsten der breiter gewordenen Fahrzeuge entfernt wurden.
Die nächsten Brücken (ohne besondere Beschränkungen) stehen im 5 km flussaufwärts gelegenen Montjean-sur-Loire und im 9 km flussabwärts gelegenen Saint-Florent-le-Vieil.

## Beschreibung
Die Brücke von Ingrandes gleicht optisch verschiedenen anderen mehrhüftigen Hängebrücken über die Loire, übertrifft sie jedoch durch ihre neun Pylone und acht aufeinanderfolgenden Brückenfelder –  so viele wie sonst wohl nirgends. Wie die meisten dieser Hängebrücken hat sie nur von Pylonspitze zu Pylonspitze reichende Tragkabel, die Pylonspitzen verbindende Ausgleichsseile (câbles d’équilibre) und gesonderte, mehrfach angelegte Ankerseile. Sie ist einschließlich der im Boden versenkten Ankerblöcke 545 m lang.
Ihre neun Pylone aus Steinmauerwerk haben Achsabstände von je 64,5 m. Die Pylone sind gleich hoch mit Höhen von ca. 7 m über dem Fahrbahnträger und ca. 7 m von dort bis zum Sockel. Der mittlere Pylon ist jedoch mit 4 m deutlich breiter als die anderen Pylone. Die Sockel stehen auf einer in den sandigen Untergrund eingebrachten Pfahlgründung aus 18 m langen Eichenpfählen und sind von einer breiten Steinschüttung umgeben, um eine Auskolkung zu verhindern. Die Pylonspitzen sind zur Versteifung durch stählerne, begehbare Traversen verbunden, die ursprünglich nicht vorhanden waren, sondern erst bei der Modernisierung 1921 angebracht wurden.
Auf den Pylonspitzen sind stählerne Tragplatten angebracht, an denen die jeweils doppelten Tragkabel und die horizontal verlaufenden, ebenfalls doppelten Ausgleichsseile befestigt sind. Die äußersten Pylonspitzen sind mit jeweils 4-fachen Kabeln in den weitgehend im Untergrund versenkten Ankerblöcken verankert.
An den Tragkabeln befestigte senkrechte Hänger tragen das Brückendeck. Lediglich auf der südlichen, in Flussrichtung linken Hälfte der Brücke ist noch die 1821 von Ferdinand Arnodin eingeführte Modernisierung mit jeweils drei Schrägseilen und 28 Hängern im mittleren Bereich erhalten, die beim Wiederaufbau der rechten Hälfte nach dem Zweiten Weltkrieg nicht wiederholt wurde.
Das stählerne Brückendeck lagert auf den an den Hängern befestigten Querträgern; die als Fachwerk ausgeführten Geländer dienen der Versteifung.

## Geschichte
Zu Beginn des 19. Jahrhunderts gab es zwischen Tours und Nantes nur zwei Brücken über die Loire: in Saumur und in Les Ponts-de-Cé bei Angers. Die Drahtseil-Hängebrücken, die von den Gebrüdern Marc Seguin ab den späten 1820er Jahren eingeführt und von ihren Konkurrenten alsbald in ähnlicher Form angeboten wurden, erlaubten erstmals breite Gewässer zu einem Bruchteil der bisherigen Kosten zu überbrücken. Ab den 1830er Jahren wurden eine Hängebrücke in Ancenis beschlossen und Brücken in Chalonnes, Montjean, Ingrandes und Saint-Florent-le-Vieil in Aussicht gestellt. Die Brücke von Ingrandes wurde jedoch durch unterschiedliche Interessen und erfolglose Subskriptionen für das über Mauteinnahmen zu finanzierende Projekt jahrzehntelang verzögert.

### Brücke von 1868
Am 9. Juni 1867 erfolgte schließlich die feierliche Grundsteinlegung mit einer Segnung des örtlichen Priesters. Die fertiggestellte Brücke wurde am 7. November 1868 vom Bischof von Angers gesegnet. Sie glich im Wesentlichen der heutigen Brücke, abgesehen davon, dass ihre Tragseile über Sättel auf den Pylonspitzen geführt wurden, die noch nicht durch stählerne Stege verbunden und der Fahrbahnträger wie auch die Geländer noch aus Holz waren und sie keine Schrägseile, aber beidseits Gehwege hatte.

### Modernisierung von 1921–1922
Nach mehr als 50 Jahren im Gebrauch wurde die Brücke in den Jahren 1921 und 1922 von dem Unternehmen Ferdinand Arnodin grundlegend erneuert. Die Pylonspitzen wurden zur Versteifung durch stählerne, begehbare Traversen verbunden. Die seitlichen Fachwerkgeländer wurden in Stahl ausgeführt. Die Tragseile und Hänger wurden erneuert. Nach dem System Arnodin, wonach sämtliche Teile einer Brücke austauschbar sein sollten, wurden getrennte Tragseile und Ausgleichsseile jeweils von Pylonspitze zu Pylonspitze geführt und an dortigen Tragplatten einzeln befestigt. Wegen der erhöhten Lasten hatte die Brücke nun beidseitig vierfache Tragseile mit jeweils drei Schrägseilen und 28 Hängern im Mittelbereich des Brückenfeldes.

### Kriegsschäden 1940–1944
Die Brücke wurde von Franzosen gesprengt, um den Vormarsch der deutschen Truppen aufzuhalten, anschließend wieder repariert, später von kanadischen und deutschen Flugzeugen bombardiert und schließlich von deutschen Truppen abgebrannt.

### Wiederaufbau 1946
1946 wurde die Brücke vom Unternehmen Baudin Chateauneuf wiederaufgebaut: Die Pfeiler wurden repariert bzw. wieder aufgebaut, das Brückendeck durch ein stählernes ersetzt und die vierfachen Tragseile durch stärkere zweifache Seile ersetzt. Die Brücke erhielt dabei ihre heutige Gestalt.